# CAd3-ZEBOV
cAd3-ZEBOV (ويعرف أيضا بلقاح NIAID/GSK Ebola أو cAd3-EBO Z) هو لقاح تجريبي لفيروس إيبولا وفيروس السودان، طور هذا اللقاح علماء من شركة جلاسكو سميث كلاين (GSK) واختبره من قبل المعهد الوطني للحساسية والامراض المعدية (NIAID). هذا اللقاح مشتق من فيروس غُدي من الشمبانزي، ومعدل وراثيا للتعبير عن بروتينات سكرية لإثارة استجابة مناعية ضدهما. بدأت المرحلة الأولى من هذا اللقاح في سبتمبر 2014.

## أول تجربة بريطانية
بعد أن تلقى عشرة أمريكيين اللقاح في تجربة، كانت روث أتكينز (من مواليد 1966) من أوكسفوردشاير وهي ممرضة سابقة في هيئة الخدمات الصحية الوطنية، أول متطوع بريطاني يتلقى اللقاح التجريبي في 17 سبتمبر 2014. كانت هذه التجربة جزءًا من دراسة لقاح أجراها باحثون من جامعة أكسفورد وبتمويل من صندوق ويلكم وحكومة المملكة المتحدة. صمم هذا اللقاح خصيصًا للحماية من فيروس الإيبولا، وليس فيروس السودان.